# توکوگاوا یورینوبو

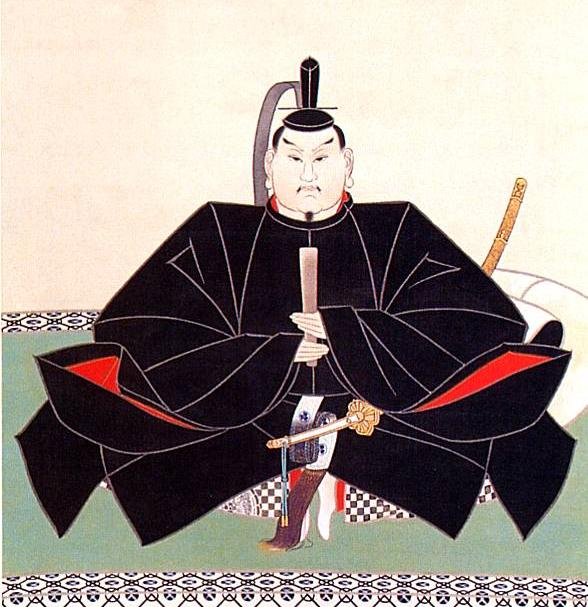

توکوگاوا یورینوبو (به ژاپنی: 徳川 頼宣) (1602 – 1671) یکی از دایمیوهای ژاپنی در اوایل دوره ادو بود. او دهمین پسر توکوگاوا ایه‌یاسو بود.